# Luís Fernando Martinez
Luís Fernando Martinez (Magda, 21 april 1980) is een Braziliaans voetballer.

## Carrière
Luís Fernando Martinez speelde tussen 2000 en 2011 voor Guarani, Internacional, Cruzeiro, Palmeiras en Cerezo Osaka. Hij tekende in 2012 bij Náutico.